# Radźarszi
Radźarszi – wieszcz królewski w hinduizmie. To jedno z trzech głównych określeń rodzaju indyjskich ryszich.
Radźarszim mógł zostać nazwany radża (król), który za swojego panowania żył na sposób świętego: w czystości, braku pożądań i wolności od grzechów.
W pierwotnym znaczeniu przyznanie takiego tytułu potwierdzało, że władca osiągnął wysoki poziom duchowy
i status rysziego poprzez swoje praktyki ascetyczne lub mądrość w dziedzinie religii.
Kwalifikacje i postawę radźarsziego opisuje Arthaśastra.

## Recepcja w literaturze przedmiotu
- Dźanaka – król Widehy w Mithili, ojciec Sity
- Daśaratha – król Ajodhji, ojciec Ramy
- Rytuparna - król Ajodhji, występujący w opowieści o Nali i Damajanti
- zdaniem Georga Feuersteina, przykładem reprezentatywnej postaci dla grupy radźarszich jest Wiśwamitra[5].
- Niektórzy współczesnych z indyjskich autorów, wskazując na najważniejszych radźarszich, wymieniają postacie wieszczów o imionach: Ajatasatru z Benares, Ambarisza z Bharatwarszy, Dźanaka z Widehy[6].

## Recepcja w literaturze hinduistycznej
- Bhagawadgita – np. 4.2
- Bhagawatapurana – np. 1.9.5
- Ćajtanjaćaritamryta – np. 2.24.47 gṛhīta-cetā rājarṣe

## Nowożytne przykłady użycia tytułu

### Postacie hinduistycznych guru
- Rajarsi Janakananda, wł. James Jesse Lynn (1892 – 1955), uczeń Joganandy

### Postacie przywódców politycznych
- Rajarishi Purushottam Das Tandon
- Rajarishi Chatrapati Shahu z Kolhapur
- Rajarishi Udai Pratap (Bhinga Raj)